# کاروانسرای قوام‌آباد
کاروانسرای قوام آباد مربوط به دوره قاجار است و در شهرستان پاسارگاد، روستای قوام آباد واقع شده و این اثر در تاریخ ۲۵ اسفند ۱۳۷۹ با شمارهٔ ثبت ۳۰۶۵ به‌عنوان یکی از آثار ملی ایران به ثبت رسیده است.